# M76 (天体)
座標:  01h 42m 19.7s, +51° 34′ 32″
M76（NGC 650、651）は、太陽系から見てペルセウス座の方向約2,500光年の距離にある惑星状星雲。小亜鈴状星雲（しょうあれいじょうせいうん、英: Little Dumbbell Nebula）とも呼ばれる。

## 特徴
メシエ天体の中では最も暗い目標の中の一つである。口径8cmの望遠鏡で微かな楕円に見える。口径10cmの望遠鏡でマラスは「10cmでは良い対象となり、亜鈴の小型で、なめらかな表面のノットが互いにくっついている」とした。口径20cmでは四角い形に見えるが、中央のくびれ部分が次第に見えてくる。惑星状星雲は空の状態が多少悪くても、高倍率でも薄れず楽しめる天体が多いが、この天体もそうである。

## 観測史
1780年9月5日にピエール・メシャンによって発見された。「星を含まない。小さくて微か」と記している。同年シャルル・メシエは、「アンドロメダ右足の星雲は1780年9月5日メシャンが観測している。彼は色消し望遠鏡で探し、星雲状物質をふくむ小さな星団にみえた」とした。ウィリアム・ハーシェルは「分解されない二重星雲」として、これを2つの天体と認識したため、NGCナンバーが2つつくことになった。ウェッブは「青白い青雲で二重。M27の奇妙なミニチュア」とした。ロス卿は「渦状。連続した隆起。刈り入れ用の鎌のよう」とした。フェーレンベルクは「大口径での写真ではコルク栓のようだ。NGCカタログでどうして2つに分かれているか分からない」とした。

## ギャラリー

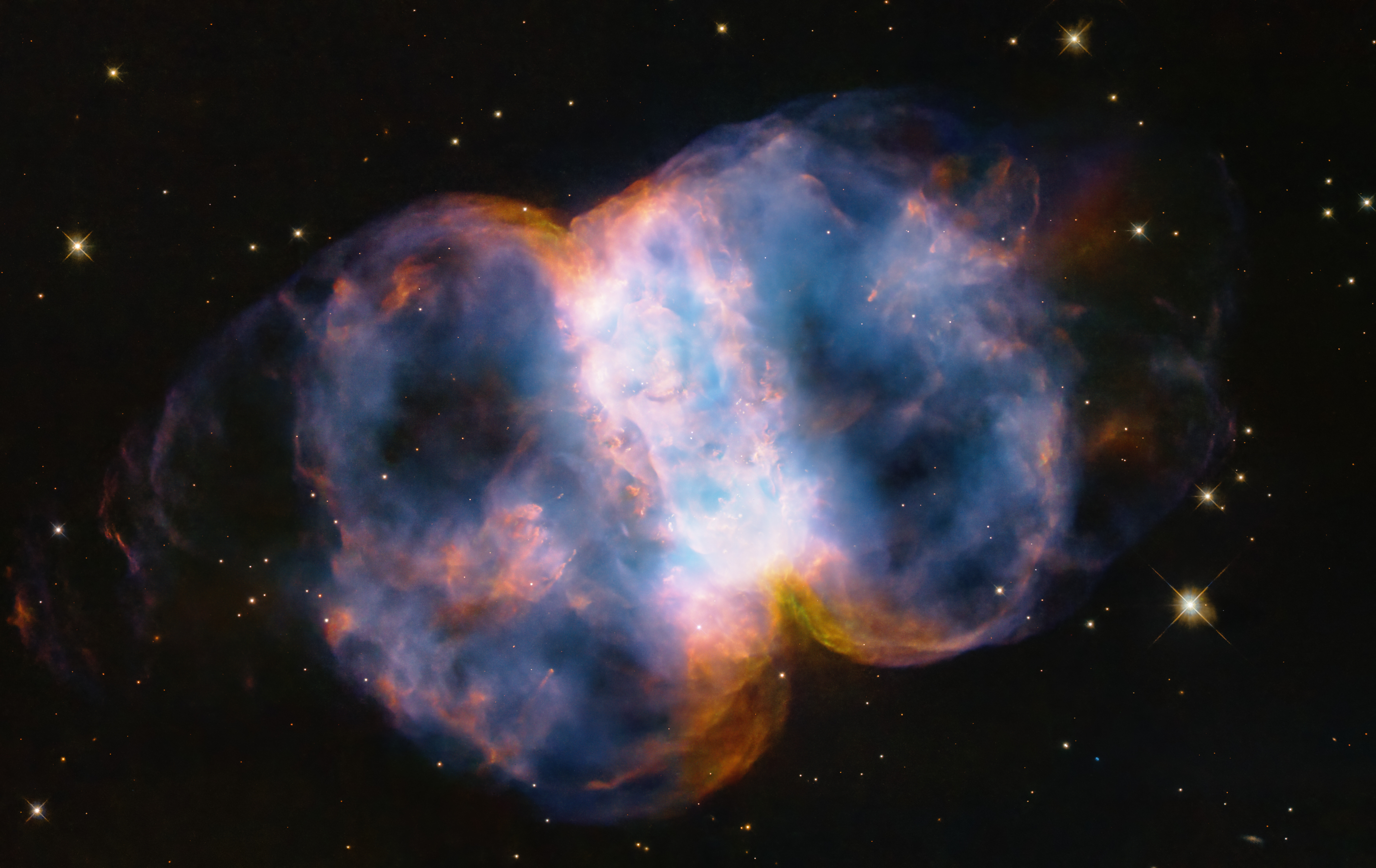
M76